# Jean Calvé
Pour les articles homonymes, voir Calvé.
Cet article possède un paronyme, voir Jean Calvet.
Jean Calvé, né le 30 avril 1984 à Cormeilles-en-Parisis en France, est un footballeur français qui a évolué au poste de défenseur droit.

## Biographie
En mai 1999, alors joueur du FC Versailles, il remporte avec la sélection de la Ligue de Paris-IDF la Coupe nationale des 14 ans, face à la Normandie de Sinama-Pongolle et Le Tallec. Il est formé pendant trois ans à l'INF Clairefontaine, avant d'être repéré par les dirigeants du centre de formation de Sochaux, où il entre quelques mois plus tard. Après deux saisons passées avec les moins de 18 ans, avec qui il décroche le titre de champion de France, il joue avec la réserve en CFA. Il intègre le groupe professionnel lors de la saison 2005-2006 durant laquelle il joue 17 matchs.
L'année suivante, il s'engage durant deux ans avec la formation du Mans. Là, il se révèle et acquiert une certaine maturité, notamment aux côtés de Marko Baša. Son contrat arrive à expiration sans qu'il n'ait effectué de renouvellement. Sa dernière saison avec le MUC s'achève sur trois passes décisives pour 34 matchs joués, ce qui en fait un des joueurs les plus utilisés par Rudi Garcia. À la fin de l'exercice 2007-2008, il est donc convoité par plusieurs clubs anglais (Birmingham), italiens (Lazio Rome, Torino, Atalanta Bergame) et français (Paris Saint Germain, 
Contre toute attente, il signe donc le 11 juin 2008 à l'AS Nancy-Lorraine pour un contrat de quatre ans. Il se dit alors alleché par deux objectifs : remplacer Mickaël Chrétien et découvrir la coupe de l'UEFA, soit le niveau européen. Mais le 29 août 2008, Jean Calvé est en instance de départ, deux mois seulement après son arrivée... Pour cause, Michaël Chrétien a finalement accepté de rester au club. Jean Calvé est alors sur le point de quitter l'AS Nancy-Lorraine pour l'Olympique de Marseille ou le Racing Santander. Mais son entraîneur Pablo Correa ne souhaite finalement pas le laisser partir.
Alors que Pablo Correa repositionne Mickaël Chrétien comme milieu défensif pour faire une place à Jean Calvé au poste de latéral droit, celui-ci ne convainc pas, même durant l'absence pour blessure de Chrétien et ce dernier récupère sa place à son retour. Il accepte mal de « redescendre d'un cran », lui qui voulait découvrir un plus haut niveau que celui du MUC. Il jouera tout de même 14 matches (dont 3 en Coupe UEFA) avec l'équipe première, malgré ses rapports conflictuels avec Pablo Correa, à qui il reproche de l'avoir fait venir pour rien. S'ajoutent à cela des problèmes financiers avec son nouveau club. 
À la mi-saison, il se trouve définitivement écarté du groupe professionnel. Le mardi 27 janvier 2009, il s'engage avec le FC Lorient pour un prêt de six mois estimant que son temps de jeu n'était pas suffisant à Nancy bien qu'il ait pris part à 14 rencontres en 5 mois. À la fin de la saison, il retourne à Nancy sans avoir prouvé grand chose au FC Lorient. Il prendra tout de même part à 10 rencontres en 3 mois. Dès son retour, il est poussé vers la sortie. Après sa saison moyenne, les clubs étrangers ne lui prêtent plus d'intérêt. Il est alors confronté à deux pistes sérieuses : un retour au Mans, ou un départ pour Grenoble qui renouvelle son effectif.
Au mois d'août 2009, il est approché par le club grec de Kavala. Alors que toute la presse annonce son transfert, son départ est démenti par Nicolas Holveck, le directeur général de l'ASNL. Il réintègre donc le groupe pro nancéien, malgré le fait que Pablo Correa ne compte pas sur lui. Jouant très peu, il est prêté en octobre 2009 jusqu'à la fin de la saison à Grenoble. 
Il jouera sous les couleurs iséroise 26 fois, 2093 minutes, pour 0 but et 1 passe décisive.
Il est ensuite prêté pour la saison 2010/2011 à Sheffield. Lors de son premier match sous ses nouvelles couleurs, il donne la victoire à son équipe d'une superbe frappe.
Il revient prématurément de son prêt et termine la saison avec le groupe nancéien.
Pour la saison 2011-2012, le schéma tactique utilisé par Jean Fernandez, le nouvel entraîneur de l'AS Nancy-Lorraine, en 5-4-1 lui permet de retrouver du temps de jeu. Il joue alors comme arrière droit. On retiendra surtout son but victorieux au Parc des Princes contre le PSG en pleine lucarne (score final 0-1). Néanmoins le passage au 4-3-3 et des performances moindres par la suite lui font perdre sa place de titulaire.
En fin de contrat avec Nancy, il décide de s'engager pour trois ans au Stade Malherbe Caen pour remplacer Jerry Vandam. Titulaire avec son nouveau club, il réalise une très bonne saison (37 matchs, 2 buts et 3 passes décisives) et il est élu meilleur arrière droit de ligue 2 et présent dans l'équipe type de ligue 2 récompensée lors de la 22e cérémonie des trophées UNFP.
Au terme de la saison 2013-2014 le SM Caen accède à la ligue 1 en terminant 3e de son championnat derrière le FC Metz et Lens.Jean Calvé jouera 36 matchs lors de cette saison,pour 1 but et 6 passes décisives faisant de lui le meilleur défenseur dans cet exercice et le seul présent dans le classement des 20 meilleurs passeurs de ligue 2.
Pour son retour en Ligue 1, Jean Calvé commence la saison comme titulaire à la suite de la blessure de la nouvelle recrue Emmanuel Imorou et le repositionnement de Dennis Appiah sur le côté gauche. Le retour de Emmanuel Imorou le conforte dans sa place de titulaire devant Dennis Appiah. Durant cette saison, il est désigné comme le tireur n°1 des coups de pied arrêtés. Lors de la 6e journée face au Toulouse FC et de la 12e face au FC Metz, il inscrit deux coups francs somptueux à 25 mètres du but. Il perd cependant sa place alors que le club caennais connaît une inquiétante série de défaites et ne joue pratiquement plus lors de la deuxième partie de saison. Son contrat à Caen prend fin au terme de la saison et n'est pas prolongé.
Il ne trouve un point de chute que mi-décembre 2015, rejoignant la Belgique et l'Oud-Heverlee Louvain après s'être entretenu avec l'Entente Sannois Saint-Gratien.
En avril 2016, il fait partie d'une liste de 58 joueurs sélectionnables en équipe de Bretagne, dévoilée par Raymond Domenech qui en est le nouveau sélectionneur.

## Statistiques
| Saison                | Club                    | Championnat           | Championnat | Championnat | Championnat | Coupe nationale | Coupe nationale | Coupe nationale | Coupe de la Ligue | Coupe de la Ligue | Coupe de la Ligue | Compétition(s) continentale(s) | Compétition(s) continentale(s) | Compétition(s) continentale(s) | Compétition(s) continentale(s) | Total | Total | Total |
| Saison                | Club                    | Division              | M.          | B.          | P.d.        | M.              | B.              | P.d.            | M.                | B.                | P.d.              | Comp.                          | M.                             | B.                             | P.d.                           | M.    | B.    | P.d.  |
| 2005-2006             | FC Sochaux-Montbéliard  | Ligue 1               | 17          | 0           | 3           | 2               | 0               | 0               | 1                 | 0                 | 0                 | -                              | -                              | -                              | -                              | 20    | 0     | 3     |
| 2006-2007             | Le Mans UC 72           | Ligue 1               | 20          | 0           | 1           | 1               | 0               | 0               | 2                 | 0                 | 1                 | -                              | -                              | -                              | -                              | 23    | 0     | 2     |
| 2007-2008             | Le Mans UC 72           | Ligue 1               | 34          | 0           | 3           | 2               | 0               | 0               | 3                 | 0                 | 0                 | -                              | -                              | -                              | -                              | 39    | 0     | 3     |
| Sous-total            | Sous-total              | Sous-total            | 54          | 0           | 4           | 3               | 0               | 0               | 5                 | 0                 | 1                 | -                              | 0                              | 0                              | 0                              | 62    | 0     | 5     |
| 2008-2009             | AS Nancy-Lorraine       | Ligue 1               | 10          | 0           | 1           | -               | -               | -               | 1                 | 0                 | 0                 | C3                             | 3                              | 0                              | 1                              | 14    | 0     | 2     |
| 2011-2012             | AS Nancy-Lorraine       | Ligue 1               | 8           | 1           | 2           | -               | -               | -               | -                 | -                 | -                 | -                              | -                              | -                              | -                              | 8     | 1     | 2     |
| Sous-total            | Sous-total              | Sous-total            | 18          | 1           | 3           | 0               | 0               | 0               | 1                 | 0                 | 0                 | -                              | 3                              | 0                              | 1                              | 22    | 1     | 4     |
| 2008-2009             | FC Lorient (prêt)       | Ligue 1               | 9           | 0           | 0           | 1               | 0               | 0               | -                 | -                 | -                 | -                              | -                              | -                              | -                              | 10    | 0     | 0     |
| 2009-2010             | Grenoble Foot 38 (prêt) | Ligue 1               | 24          | 0           | 1           | 2               | 0               | 0               | -                 | -                 | -                 | -                              | -                              | -                              | -                              | 26    | 0     | 1     |
| 2010-2011             | Sheffield United (prêt) | Championship          | 18          | 1           | 1           | -               | -               | -               | -                 | -                 | -                 | -                              | -                              | -                              | -                              | 18    | 1     | 1     |
| 2012-2013             | SM Caen                 | Ligue 2               | 37          | 2           | 1           | 3               | 0               | 0               | 2                 | 0                 | 0                 | -                              | -                              | -                              | -                              | 42    | 2     | 1     |
| 2013-2014             | SM Caen                 | Ligue 2               | 32          | 1           | 5           | 4               | 0               | 0               | -                 | -                 | -                 | -                              | -                              | -                              | -                              | 36    | 1     | 5     |
| 2014-2015             | SM Caen                 | Ligue 1               | 16          | 2           | 1           | -               | -               | -               | 1                 | 0                 | 0                 | -                              | -                              | -                              | -                              | 17    | 2     | 1     |
| Sous-total            | Sous-total              | Sous-total            | 85          | 5           | 7           | 7               | 0               | 0               | 3                 | 0                 | 0                 | -                              | 0                              | 0                              | 0                              | 95    | 5     | 7     |
| 2015-2016             | OH Louvain              | Division 1            | -           | -           | -           | -               | -               | -               | -                 | -                 | -                 | -                              | -                              | -                              | -                              | 0     | 0     | 0     |
| 2016-2017             | Amiens SC               | Ligue 2               | 13          | 0           | 0           | 1               | 0               | 0               | -                 | -                 | -                 | -                              | -                              | -                              | -                              | 14    | 0     | 0     |
| 2017-2018             | CD El Ejido 2012        | Segunda B             | 13          | 0           | 0           | -               | -               | -               | -                 | -                 | -                 | -                              | -                              | -                              | -                              | 13    | 0     | 0     |
| 2018-2019             | Berja CF                | División Honor        | 17          | 0           | 0           | -               | -               | -               | -                 | -                 | -                 | -                              | -                              | -                              | -                              | 17    | 0     | 0     |
| 2019-2020             | FC Saint-Leu 95         | National 3            | 4           | 0           | 0           | -               | -               | -               | -                 | -                 | -                 | -                              | -                              | -                              | -                              | 4     | 0     | 0     |
| Total sur la carrière | Total sur la carrière   | Total sur la carrière | 272         | 7           | 19          | 16              | 0               | 0               | 10                | 0                 | 1                 | -                              | 3                              | 0                              | 1                              | 301   | 7     | 21    |

## Palmarès
- Amiens SC
  - Championnat de France D2
    - Vice-champion : 2017